# Idroa vacciniforme
L'idroa vacciniforme è una rara forma di fotodermatite caratterizzata da lesioni varioliformi che interessa i bambini.

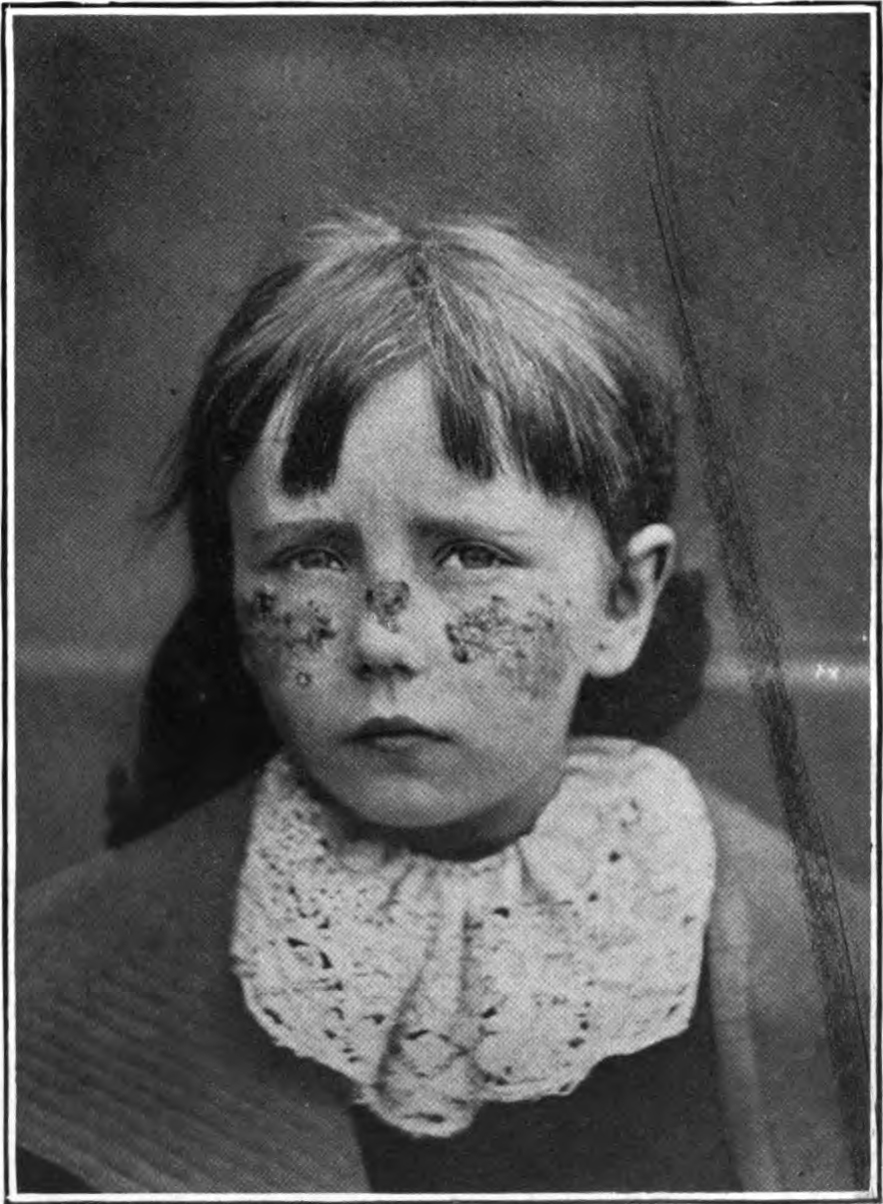
Hydroa vacciniforme foto tratta da An introduction to dermatology (1905) di Norman Purvis Walker

## Storia
Fu descritta per la prima volta da Pierre-Antoine-Ernest Bazin nel 1862.

## Epidemiologia
È una patologia rara con una prevalenza di 0,1-0,9 casi ogni 100.000 abitanti. Colpisce i bambini tra 1 e 7 anni di età e adolescenti tra i 12 e 16 anni di età, i casi tra neonati e adulti sono molto rari. Non vi è differenza nella frequenza tra i due sessi o tra le varie etnie.

## Patogenesi
La causa dell'idroa vacciniforme è sconosciuta. Fattori scatenanti sono l'esposizione a sorgenti di UVA sia naturali (luce solare) che artificiali (lettini solari). Il virus di Epstein-Barr potrebbe essere implicato nella patogenesi della malattia dal momento che è stato riscontrato in forma latente nell'infiltrato infiammatorio del derma. 

## Istologia
In fase acuta si osserva una degenerazione reticolare dei cheratinociti associata ad un infiltrato infiammatorio nel derma costituito da linfociti T, neutrofili e istiociti. Successivamente nell'epidermide si riscontrano ulcere, necrosi epidermica e nel derma reticolare ed edema. 

## Clinica
L'esordio avviene nei mesi primaverili o estivi in seguito ad un'esposizione solare variabile da poche decine di minuti ad alcune ore. Le lesioni sono costituite da papule e vescicole pruriginose raggruppate con eritema ed edema perilesionale e accompagnate da bruciore. Le vesicole si rompono dando origine ad erosioni che si trasformano in croste siero-ematiche che si risolvono con esiti cicatriziali che possono coinvolgere le cartilagini del naso e del padiglione auricolare. Le sedi più colpite sono i padiglioni auricolari, gli occhi, il naso, gli zigomi e il dorso delle mani. Nei casi in cui vi è coinvolgimento oculare si possono verificare congiuntivite, cheratite, opacizzazione corneale, uveite anteriore, fotofobia, calo del visus. 

## Diagnosi
Oltre all'anamnesi e all'esame obiettivo vanno effettuati emocromo con formula, ANA, ENA, porfobilinogeno urinario per escludere il lupus eritematoso sistemico e porfirie.
I test di provocazione con luce monocromatica mostrano fotosensibilità agli UVA in buona parte dei casi.

## Terapia
La terapia si basa sulla prevenzione che consiste nell'evitare l'esposizione solare prolungate nelle fasce orarie a maggiore irradiazione. In caso di esposizione solare è consigliato l'utilizzo frequente ed esteso a tutte la superficie cutanea esposta di creme solari ad alto fattore di protezione (50 o più) e possibilmente tessuti anti-UV. È possibile intraprendere anche una terapia desensibilizzante esponendosi al sole in modo intermittente.
Il trattamento dell'eritema si basa su corticosteroidi topici di potenza commisurata alla sede da trattare. 

## Prognosi
La malattia si risolve spontaneamente in età adolescenziale nella maggior parte dei casi.